# Światowa Konfederacja Sportów Bilardowych
Światowa Konfederacja Sportów Bilardowych (ang. World Confederation of Billiards Sports, skrót WCBS) – międzynarodowa organizacja pozarządowa, zrzeszająca 148 narodowych federacji bilardu (w tym karambol, pool w kilku odmianach i snooker). 

## Historia
Konfederacja została założona 25 stycznia 1992 roku przez połączenie 4 federacji: Union Mondiale de Billard (UMB), World Pool-Billiard Association (WPA), World Professional Billiards and Snooker Association (WPBSA) i jej amatorskiego odpowiednika, International Billiards and Snooker Federation (IBSF). Została przyjęta nazwa World Confederation of Billiards Sports (WCBS).

## Członkostwo
- ARISF
- GAISF
- IWGA
- CGW

## Mistrzostwa świata
- Mistrzostwa świata w bilardzie dziesięciobilowym (od 2008 roku).
- Mistrzostwa świata w bilardzie dziewięciobilowym (od 1990 roku).
- Mistrzostwa świata w bilardzie czternaście plus jeden (od 1912 roku).
- Mistrzostwa świata w bilardzie ośmiobilowym (od 2004 roku).
- Mistrzostwa świata w karambolu 3-bandowym (od 1928 roku).
- Mistrzostwa świata w poolu (od 2006 roku).
- Mistrzostwa świata w snookerze na sześciu czerwonych (od 2008 roku).
- Mistrzostwa świata w snookerze (od 1927 roku).
- Mistrzostwa świata w snookerze kobiet (od 1976 roku).
- Mistrzostwa świata amatorów w snookerze (od 1963 roku).